# 仙行寺
座標: 北緯35度43分35.6秒 東経139度42分51.7秒 / 北緯35.726556度 東経139.714361度
仙行寺（せんぎょうじ）は、東京都豊島区南池袋にある日蓮宗の寺院。山号は松栄山。旧本山は文京区の蓮華寺、親師法縁。雑司が谷七福神福禄寿。神奈川県厚木市上古沢1214-1に所在する久遠山仙行寺が本院で、松栄山仙行寺は別院とされている。

## 歴史
明治41年（1908年）善行院と仙応院が合併し現在の文京区で成立した。明治45年（1912年）道路改修のため池袋蟹窪（現在の豊島区）へ移転した。昭和20年（1945年）東京大空襲で本堂を焼失した。昭和25年（1950年）区画整理事業にともない現在地に再移転。旧本堂は昭和40年（1965年）に建立された
木造だった旧本堂は2011年の東日本大震災で地盤の状態が悪化したため2018年に本堂ビルとして再建された。

## 構成

### 本堂ビル（池袋大仏）

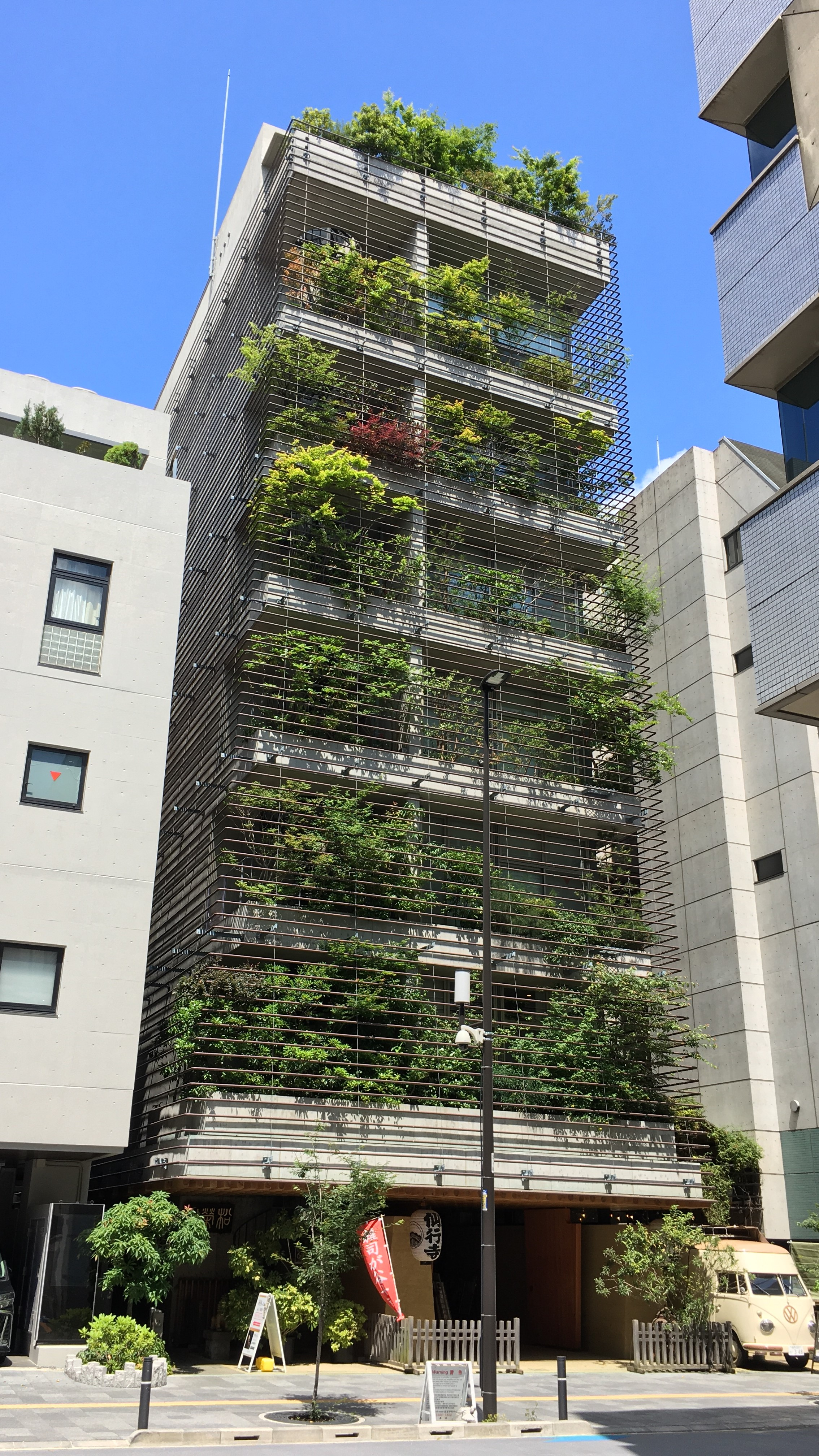
本堂ビル

本堂ビルは屋内墓苑併設施設であり「日蓮宗寺院 松栄山 仙行寺本堂ビル」として2018年に竣工した。ビルは8階建てで、3階から6階にかけて参拝室と法要室、7階に本堂がある。
ビル1階から2階の吹き抜けにかけて手彫りで総ひのき造りの池袋大仏が鎮座する。池袋大仏は大佛師・渡邊勢山作で、高さは約4.6m、重さは約1.5tである。大仏は台座の雲の部分に通した支柱を通して背面の壁に固定されているため正面から見ると空中に1mほど浮遊した形になっている。大仏内には約8,400以上の写経が収蔵されている。

### シアターグリーン
社会事業の一環として隣接する劇場「シアターグリーン」を演劇活動のために提供している。

## 参考資料
- 日蓮宗寺院大鑑編集委員会『宗祖第七百遠忌記念出版 日蓮宗寺院大鑑』大本山池上本門寺 (1981年)
- 東京都豊島区立郷土資料館編『豊島の寺院』豊島区教育委員会

## 関連資料
- 「仙行寺本堂ビル新築工事計画（仮）」建通新聞2017年01月31日付